# 馬路站

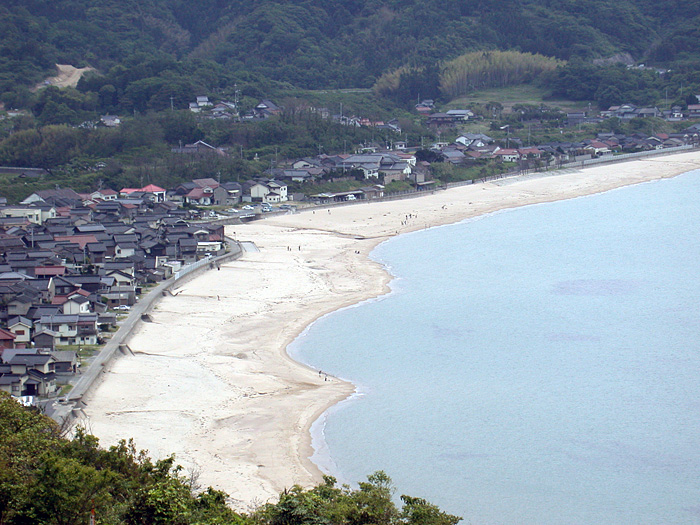
琴濱

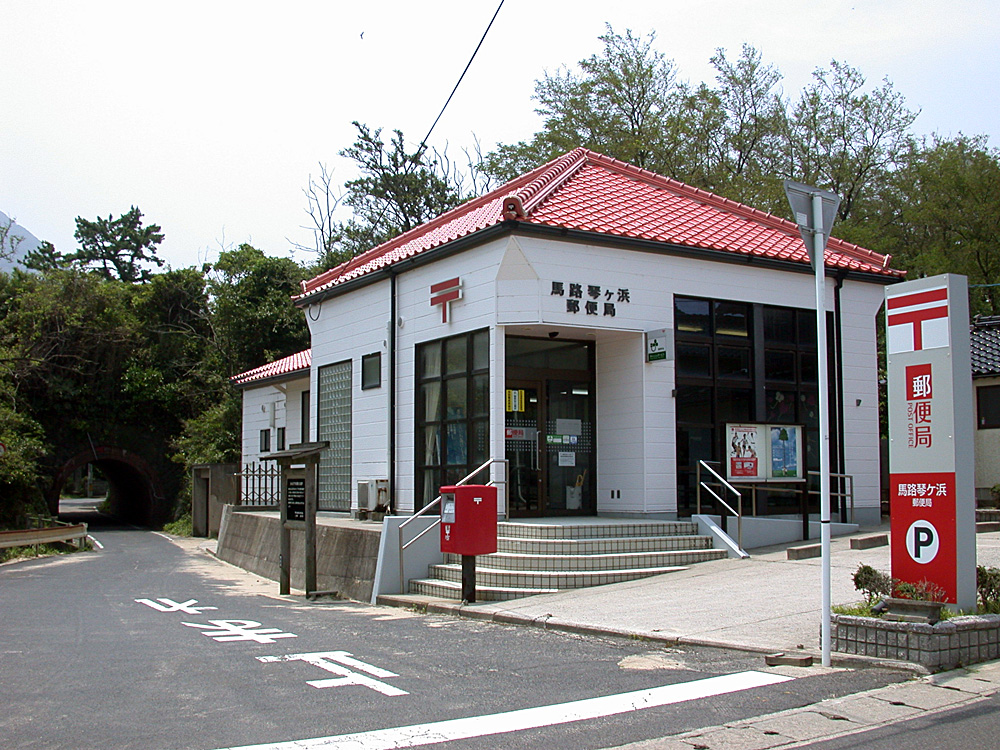
馬路琴濱郵局

馬路站（日语：／ Maji eki */?）是位於島根縣大田市仁摩町馬路，西日本旅客鐵道（JR西日本）的山陰本線車站。截至2020年3月，快速列車只有黃昏下行1班列車停站。

## 歷史
- 1918年（大正7年）11月25日 - 國有鐵道山陰本線仁萬站至淺利站之間開業，為客運和貨運車站。
  - 當時車站地址為島根縣邇摩郡馬路村。
- 1954年（昭和29年）4月1日 - 隨著仁摩町（日语：仁摩町）成立，車站地址為島根縣邇摩郡仁摩町馬路町。
- 1962年（昭和37年）10月1日 - 終止貨物起卸業務。
- 1987年（昭和62年）4月1日 - 伴隨國鐵分割民營化，車站由西日本旅客鐵道（JR西日本）營運。
- 2005年（平成17年）10月1日 - 隨著大田市（第二次）成立，車站地址為現時位置。

## 車站構造
車站是一座地面車站，設有1面2線的島式月台，可進行列車交會。
車站由濱田鐵道部管理的無人車站。車站曾經設有車站大樓。車站內設有站內平交道。在月台上沒有乘車站證明票發行機。

### 月台
| 月台 | 路線     | 上下行 | 方向             |
| ---- | -------- | ------ | ---------------- |
| 1    | 山陰本線 | 上行   | 出雲市、松江方向 |
| 2    | 山陰本線 | 下行   | 濱田、益田方向   |

※截至2017年3月，站內和時間表開始標示月台編號。在列車運輸指令上，兩月台編號也是相同。

## 使用狀況
以下為近年1日平均乘車人次列表：
| 乘車人次變化 | 乘車人次變化    |
| 年度         | 1日平均乘車人次 |
| ------------ | --------------- |
| 1984         | 133             |
| 1994         | 67              |
| 1999         | 41              |
| 2000         | 34              |
| 2001         | 28              |
| 2002         | 27              |
| 2003         | 26              |
| 2004         | 26              |
| 2005         | 19              |
| 2006         | 19              |
| 2007         | 21              |
| 2008         | 21              |
| 2009         | 16              |
| 2010         | 13              |
| 2011         | 11              |
| 2012         | 11              |
| 2013         | 12              |
| 2014         | 11              |
| 2015         | 10              |
| 2016         | 8               |
| 2017         | 6               |

## 車站周邊
- 琴濱（日语：琴ヶ浜）（琴濱海灘，響沙之濱）

漫畫『砂時計』曾經出現此地方。
- 馬路琴濱郵局
- 鞆浦（日语：鞆ヶ浦）

在2007年登錄成為世界遺產石見銀山遺跡及其文化景觀其中一處。

## 其他
- 在2007年公開上映的電影「天然子結構（日语：天然コケッコー）」中，曾在此站取景，在劇中此名為「木村站」。

## 相鄰車站
西日本旅客鐵道
山陰本線
- 部分快速Aqua快車停車站。

仁萬－馬路－湯里

## 注腳
1. ↑  島根縣統計書

## 外部連結
- 馬路｜車站資訊：JR出門網 - 西日本旅客鐵道